# Westliches Graues Riesenkänguru

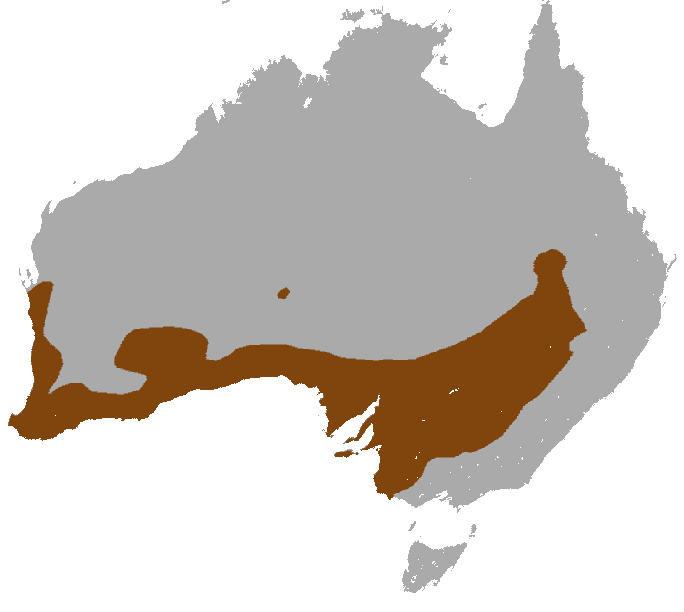
Verbreitungskarte des Westlichen Grauen Riesenkängurus

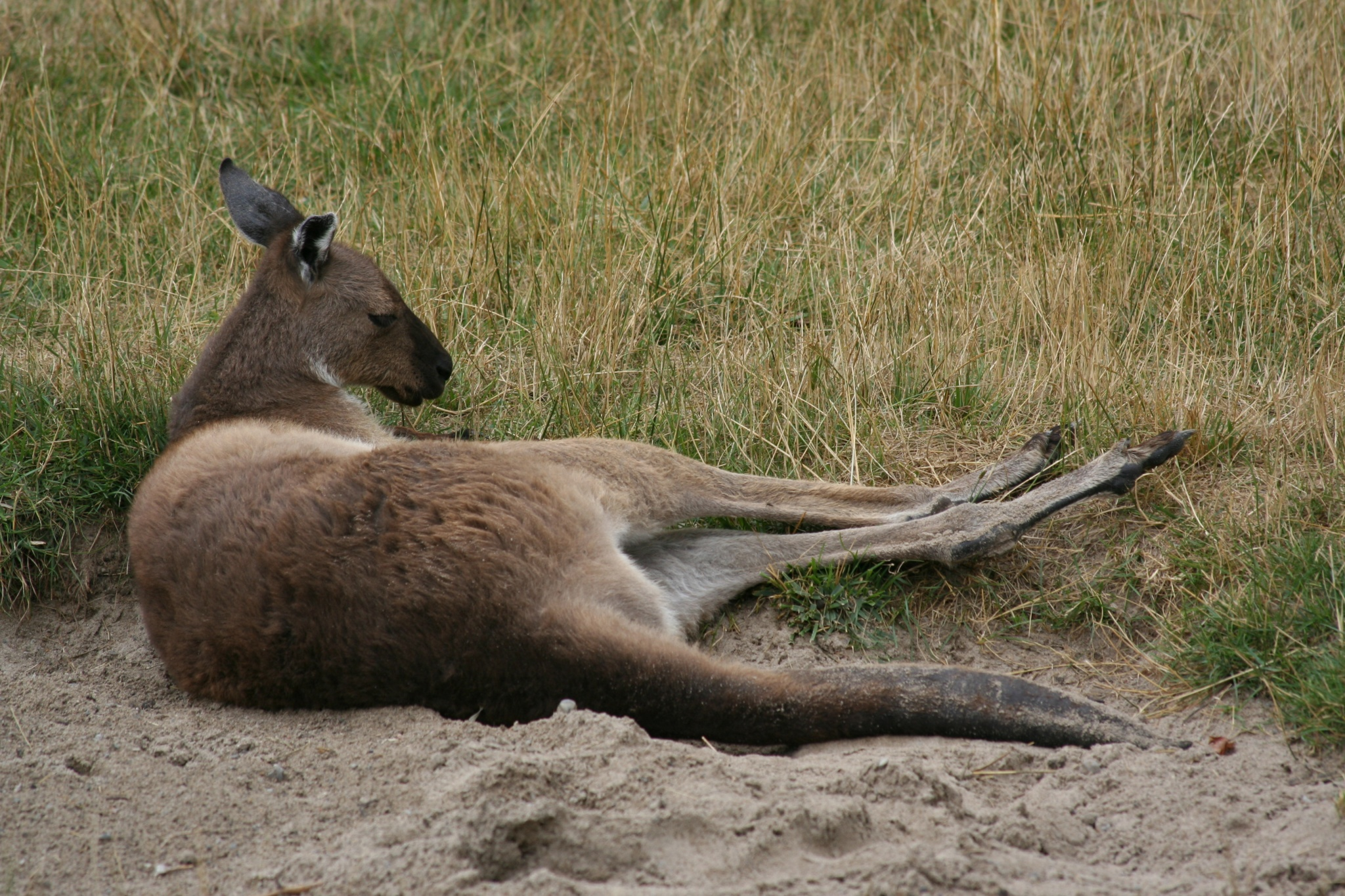
Ruhendes Westliches Graues Riesenkänguru

Das Westliche Graue Riesenkänguru (Macropus fuliginosus) ist eine Beuteltierart aus der Familie der Kängurus (Macropodidae). Von den drei Riesenkängurus ist es die kleinste und seltenste Art.

## Beschreibung
Das Westliche Graue Riesenkänguru erreicht ohne den rund einen Meter langen Schwanz eine Länge von 1,1 bis 1,3 Metern und ein Durchschnittsgewicht von 28 Kilogramm. Sein Fell ist graubraun bis schokoladenbraun gefärbt, von dem ähnlichen Östlichen Grauen Riesenkänguru unterscheidet es sich durch einen weißen Fleck an der Kehle und dem weißgefärbten Bauch. Ihr Körperbau ist wie bei den meisten Kängurus durch den langen, kräftigen Schwanz, die muskulösen Hinterbeine, die kurzen Vorderbeine und den langgezogenen Kopf mit großen Ohren charakterisiert.

## Verbreitung und Lebensraum
Heimat dieses Kängurus ist das ganze südliche Australien. Ihr Verbreitungsgebiet reicht vom südlichen Western Australia über South Australia bis nach New South Wales und das südliche Queensland. Sie leben auch auf der Känguru-Insel (wo es eine eigene Unterart gibt), nicht aber in Tasmanien. Sie bewohnen eine Reihe von Habitaten, darunter offene Wälder sowie Heide- und Grasländer. Wichtig ist ein abwechslungsreich gegliederter Lebensraum, der Bäume als Schattenspender und offenes Gelände zur Nahrungssuche bietet. Manchmal findet man sie auch in der Nähe menschlicher Siedlungen, beispielsweise auf Golfplätzen.

## Verhalten
Diese Tiere sind vorwiegend dämmerungs- oder nachtaktiv. Tagsüber schlafen sie im Schatten von Bäumen, um in der Nacht auf Nahrungssuche zu gehen. Sie kennen zwei Arten der Fortbewegung. Bei der Nahrungssuche bewegen sie sich auf allen vieren fort, stützen sich auf die kurzen Vorderbeine und grasen den Boden ab. Bei hohem Tempo hüpfen sie in der bekannten Weise nur mit den Hinterbeinen, der Schwanz dient der Balance.
Westliche Riesenkängurus leben in lockeren Gruppen zusammen, die allerdings keine dauerhaften Strukturen aufweisen. Weibchen bleiben oft in der Nähe ihrer Mutter, selbst wenn sie schon selbst geworfen haben. Ein Männchen sucht während der Paarungszeit Kontakt zu den Weibchen, um sich mit ihnen fortzupflanzen, später verlässt es die Gruppe wieder. Andere Männchen bilden Junggesellengruppen, durch Kämpfe versuchen sie, das dominante Männchen einer Gruppe zu verdrängen, um sich selbst fortzupflanzen. Diese Kämpfe bestehen aus Bissen und Tritten mit den Vorderpfoten. Ein Tier kann ein Revier von bis 500 Hektar bewohnen, allerdings zeigen sie kein Territorialverhalten.
Im September 2022 tötete ein Kanguru dieser Art in Australien einen 77-Jährigen, der es auf seinem Grundstück als Haustier hielt.

## Nahrung
Die Nahrung der Westlichen Riesenkängurus ist rein pflanzlich, sie besteht aus Gräsern, Blättern und Rinde. Ein mehrkammeriger Magen und spezielle Mikroorganismen im Verdauungstrakt helfen bei der Verdauung der Nahrung. Die Tiere müssen sehr wenig trinken und beziehen den Großteil der benötigten Flüssigkeit aus dem Essen.

## Fortpflanzung
Die Paarung kann ganzjährig stattfinden, ist jedoch vom Nahrungsangebot abhängig und die Zahl Geburten erreicht ihren Höhepunkt im Frühling und Frühsommer. Nach einer rund 30-tägigen Tragzeit wird meist ein, selten auch zwei Jungtiere geboren. Diese klettert aus eigener Kraft in den Beutel, wo es sich an einer der vier Zitzen festhängt und so die ersten zehn Lebensmonate verbringt. Eine verzögerte Geburt, wie sie bei anderen Kängurus vorkommt, ist nicht zu beobachten.
Nach rund 300 Tagen kommt das Jungtier erstmals aus dem Beutel, mit knapp einem Jahr passt es nicht mehr hinein. Es wird aber trotzdem bis zum Alter von 18 Monaten gesäugt, ein Rekord unter den Beuteltieren. Die Geschlechtsreife tritt mit rund zwei Jahren ein.
In Gefangenschaft können diese Kängurus bis zu 20 Jahre alt werden, in freier Wildbahn werden sie wohl kaum älter als zehn Jahre.

## Systematik
Diese Art gehört zur Gattung Macropus. Sein nächster Verwandter ist das ähnliche, aber etwas größere Östliche Graue Riesenkänguru, mit dem Roten Riesenkänguru ist es hingegen entfernter verwandt.
Es werden zwei Unterarten unterschieden, Macropus fuliginosus fuliginosus auf der Känguru-Insel und M. f. melanops auf dem Festland.
Der Artzusatz im wissenschaftlichen Namen ist das lateinische Wort fuliginosus (rußig). Er bezieht sich auf die Fellfarbe.

## Bedrohung
Ausgewachsene Tiere haben kaum natürlichen Feinde, Junge und kranke Tiere fallen manchmal Dingos zum Opfer. Ihre einzige ernstzunehmende Bedrohung stellt der Mensch dar, allerdings sind sie wie alle großen Känguruarten durch die Ankunft der Europäer weniger in Mitleidenschaft gezogen worden als kleinere Arten. Früher wurden sie gejagt, wegen ihres Fleisches und Felles und manchmal auch, weil sie Plantagen verwüsten. Die Jagd ist heute streng limitiert und das Westliche Graue Riesenkänguru zählt nicht zu den bedrohten Arten.
In Deutschland wird die Art im Tierpark Berlin gehalten.